# زن دیگر (فیلم ۲۰۰۹)
زن دیگر (انگلیسی: The Other Woman) فیلمی در ژانر درام به کارگردانی دان روس است که در سال ۲۰۰۹ منتشر شد.

## بازیگران
- ناتالی پورتمن
- لیسا کودرو
- لورن آمبروز
- اسکات کوئن
- چارلی تاهان
- آنتونی رپ
- دیزی تاهان
- مایکل کریستوفر
- دبرا مانک
- الیزابت مارول